# Mistrzostwa Panamerykańskie Juniorów w Lekkoatletyce 2011
16. Mistrzostwa Panamerykańskie Juniorów w Lekkoatletyce – zawody lekkoatletyczne dla sportowców do lat 19, które odbyły się od 22 do 24 lipca 2011 w Miramar na Florydzie.

## Rezultaty

### Mężczyźni
| Konkurencja:                  | 1. miejsce                                                                              | Rezultat  | 2. miejsce                                                                          | Rezultat  | 3. miejsce                                                               | Rezultat  |
| Bieg na 100 m                 | Marvin Bracy                                                                            | 10,09     | Keenan Brock                                                                        | 10,12     | Aaron Brown                                                              | 10,25     |
| Bieg na 200 m                 | Kirani James                                                                            | 20,53     | Sean McLean                                                                         | 20,69     | Trey Hadnot                                                              | 20,82     |
| Bieg na 400 m                 | Joshua Mance                                                                            | 46,14     | Deon Lendore                                                                        | 46,50     | Anderson Henriques                                                       | 46,69     |
| Bieg na 800 m                 | Immanuel Hutchinson                                                                     | 1:49,04   | Wesley Vázquez                                                                      | 1:49,83   | Lucido Garrido                                                           | 1:49,88   |
| Bieg na 1500 m                | Omar Kaddurah                                                                           | 3:52,29   | Isaac Presson                                                                       | 3:52,78   | Ioran Etchechury                                                         | 3;53,29   |
| Bieg na 5000 m                | Jacob Hurysz                                                                            | 14:55,92  | Jose Rojas Ramos                                                                    | 14:58,47  | Andrew Kowalsky                                                          | 14:58,51  |
| Bieg na 10 000 m              | Parker Stinson                                                                          | 30:37,88  | Said Diaz Ceron                                                                     | 31:10,72  | Alexander Monroe                                                         | 31:21,42  |
| Bieg na 110 m przez płotki    | Eddie Lovett                                                                            | 13,14     | Roy Smith                                                                           | 13,24     | João Oliveira                                                            | 13,97     |
| Bieg na 400 m przez płotki    | Monte Corley                                                                            | 51,21     | Jordin Andrade                                                                      | 52,09     | Kion Joseph                                                              | 52,47     |
| Bieg na 3000 m z przeszkodami | Fernando Roman                                                                          | 8:59,52   | Eddie Owens                                                                         | 9:07,11   | Gareth Hadfield                                                          | 9:15,94   |
| Sztafeta 4 x 100 m            | Stany Zjednoczone · Sean McLean · Marvin Bracy · Keenan Brock · Oliver Bradwell         | 39,43     | Kanada · Marlon Laidlaw-Allen · Aaron Brown · Akeem Haynes · Tremaine Harris        | 39,97     | Bahamy · Blake Bartlett · Shavez Hart · Delano Davis · Trevorvano Mackey | 40,26     |
| Sztafeta 4 x 400 m            | Stany Zjednoczone · Clayton Gravesande · William Henry · Davelle Sanders · Joshua Mance | 3:08,20   | Trynidad i Tobago · Jereem Richards · Machel Cedenio · Morain Moriba · Deon Lendore | 3:13,27   | Bahamy · Nejmi Burnside · Andre Wells · Shavez Hart · Julian Munroe      | 3:14,96   |
| Chód na 10 000 m              | Éider Arévalo                                                                           | 41:29,81  | Trevor Barron                                                                       | 41:39,16  | Leonardo Montana                                                         | 42:00,88  |
| Skok wzwyż                    | Maalik Reynolds                                                                         | 2,22      | Ryan Ingraham                                                                       | 2,22      | Brandon Baskerville                                                      | 2,15      |
| Skok o tyczce                 | Thiago Braz da Silva                                                                    | 5,20      | J. J. Juilfs                                                                        | 5,10      | Matheus Da Silva                                                         | 4,85      |
| Skok w dal                    | Devin Field                                                                             | 7,58      | Terrance Williams                                                                   | 7,54      | Rolyce Boston                                                            | 7,34      |
| Trójskok                      | Elton Walcott                                                                           | 16,51     | Phillip Young                                                                       | 16,01     | Latario Collie-Minns                                                     | 15,93     |
| Pchnięcie kulą                | Ashinia Miller                                                                          | 19,97 NJR | Kyle McKelvey                                                                       | 18,39     | Caleb Whitener                                                           | 18,29     |
| Rzut dyskiem                  | Travis Smikle                                                                           | 66,58     | Gabe Hull                                                                           | 57,78     | Fedrick Dacres                                                           | 57,24     |
| Rzut młotem                   | Alec Faldermeyer                                                                        | 72,89     | Diego del Real Galindo                                                              | 66,77     | Adam Keenan                                                              | 66,62     |
| Rzut oszczepem                | Braian Toledo                                                                           | 76,40     | Cody Parker                                                                         | 73,50     | Paulo da Silva                                                           | 72,25     |
| Dziesięciobój                 | Kevin Lazas                                                                             | 7979 pkt. | Gunnar Nixon                                                                        | 7669 pkt. | Guillermo Ruggeri                                                        | 7118 pkt. |

### Kobiety
| Konkurencja:                  | 1. miejsce                                                                          | Rezultat  | 2. miejsce                                                                      | Rezultat  | 3. miejsce                                                                         | Rezultat  |
| Bieg na 100 m                 | Michelle-Lee Ahye                                                                   | 11,25     | Keilah Tyson                                                                    | 11,39     | Anthonique Strachan                                                                | 11,46     |
| Bieg na 200 m                 | Anthonique Strachan                                                                 | 22,70     | Kai Selvon                                                                      | 22,97     | Jessica Davis                                                                      | 22,97     |
| Bieg na 400 m                 | Chris-Ann Gordon                                                                    | 52,62     | Diamond Dixon                                                                   | 53,10     | Phyllis Francis                                                                    | 53,81     |
| Bieg na 800 m                 | Kenyetta Iyevbele                                                                   | 2:06,27   | Annie LeBlanc                                                                   | 2:06,35   | Samantha Levin                                                                     | 2:07,68   |
| Bieg na 1500 m                | Cory McGee                                                                          | 4:35,46   | Lindsey Butterworth                                                             | 4:36,91   | Brook Handler                                                                      | 4:37,17   |
| Bieg na 3000 m                | Kayla Beattie                                                                       | 9:30,63   | Allison Woodward                                                                | 9:31,83   | Adriana Cristina da Luz                                                            | 9:41,70   |
| Bieg na 5000 m                | Kayla Beattie                                                                       | 16:48,44  | Charo Inga Quinto                                                               | 16:54,23  | Luz Rojas Llanco                                                                   | 17:00,10  |
| Bieg na 3000 m z przeszkodami | Alexandra Leptich                                                                   | 10:43,76  | Grace Heymsfield                                                                | 10:47,01  | Jovana De La Cruz Capani                                                           | 10:52,14  |
| Bieg na 100 m przez płotki    | Trinity Wilson                                                                      | 13,17     | Danielle Williams                                                               | 13,32     | Bridgette Owens                                                                    | 13,34     |
| Bieg na 400 m przez płotki    | Katrina Seymour                                                                     | 57,87     | Danielle Dowie                                                                  | 58,55     | Déborah Rodríguez                                                                  | 59,10     |
| Sztafeta 4 x 100 m            | Bahamy · Devynne Charlton · Carmiesha Cox · V'Alonee Robinson · Anthonique Strachan | 45,09     | Jamajka · Daniel Williams · Celia Walters · Natasha Morrison · Cardine Copeland | 45,37     | Kanada · Ashlea Maddex · Ocian Archer · Jellisa Westney · Katherine Reid           | 46,35     |
| Sztafeta 4 x 400 m            | Stany Zjednoczone · Ebony Eutsey · Phyllis Francis · Briana Nelson · Diamond Dixon  | 3:34,71   | Kanada · Kelsey Balkwill · Annie LeBlanc · Katherine Reid · Rachel Francois     | 3:38,99   | Bahamy · Anthonique Strachan · Pedrya Seymour · Devynne Charlton · Katrina Seymour | 3:42,61   |
| Chód na 10 000 m              | Sandra Arenas                                                                       | 48:15,78  | Maqlay Bonilla                                                                  | 53:23,41  |                                                                                    |           |
| Skok wzwyż                    | Shanay Briscoe                                                                      | 1,83      | Alyxandria Treasure                                                             | 1,80      | Kimberly Williams                                                                  | 1,80      |
| Skok o tyczce                 | Morgann LeLeux                                                                      | 4,15      | Sandi Morris                                                                    | 4,05      | Karleigh Parker                                                                    | 3,80      |
| Skok w dal                    | Jéssica Carolina dos Reis                                                           | 6,39      | Ashley Stacey                                                                   | 6,13      | Caroline Ehrhardt                                                                  | 5,92      |
| Trójskok                      | Giselly Andrea Landazuri                                                            | 13,04     | Tamara Myers                                                                    | 12,85     | Caroline Ehrhardt                                                                  | 12,83     |
| Pchnięcie kulą                | Alessandra Gamboa                                                                   | 15,23     | Christina Hillman                                                               | 15,11     | Kelsey Card                                                                        | 15,03     |
| Rzut dyskiem                  | Shelbi Vaughan                                                                      | 53,12     | Esthefania Costa                                                                | 52,96     | Lidiane Cansian                                                                    | 52,39     |
| Rzut młotem                   | Shelby Ashe                                                                         | 59,25     | Daina Levy                                                                      | 55,79     | Karen Henning                                                                      | 54,18     |
| Rzut oszczepem                | Avione Allgood                                                                      | 53,06     | Fawn Miller                                                                     | 47,26     | Daliadiz Ortiz                                                                     | 45,88     |
| Siedmiobój                    | Tamara de Sousa                                                                     | 5477 pkt. | Janieve Russell                                                                 | 5352 pkt. | Deanna Latham                                                                      | 5277 pkt. |